# Кару Асава
Кару Асава (инуктитут ᑲᕈ ᐊᓴᕙ; 1940 — 19 октября 1974) — инуитский скульптор, живший как кочевой охотник в арктическом регионе Китикмеот до 1960 года. Затем он переселился в Спенс-Бэй, Северо-Западные территории (ныне Талойоак, Нунавут, Канада). Известным скульптором стал в 1968 году, приняв участие в финансируемой властями программе поддержки художественной резьбы. Основным рабочим материалом для Асавы были окаменевшие кости китов. В его творчестве значительное место занимала тема шаманизма и инуитской духовности в форме игривых изображений человеческих фигур — например, ангаткарков (шаманов-целителей), а также различных духов и диких животных Арктики.
В 1970 году занял третье место на «Вековом состязании» (англ. Centennial competition) в Йеллоунайфе, организованном Советом по культуре канадских эскимосов (Canadian Eskimo Art Council). А в 1973 у него была своя выставка в «Центре искусств американских индейцев» (American Indian Art Centre) в Нью-Йорке. В отличие от многих других инуитских резчиков, Кару Асава отошёл от традиционного примитивизма, и его скульптуры получались осовремененными, экспрессионистскими, потому пользовались популярностью не только среди коллекционеров инуитского искусства, в нескольких странах продавались на аукционах и выставлялись в частных галереях — включая «Франц Бадер» (Franz Bader) в Вашингтоне, «Липпел» в Монреале, «Апстайрс» (Upstairs) в Виннипеге и «Инуитская галерея» в Торонто.
В октябре 1974 года Кару Асава погиб от пожара в доме, не дожив до тридцати пяти. Всего он создал около 250 скульптур, и его работы имели критически важное значение для развития инуитской скульптуры.

## Ранние годы

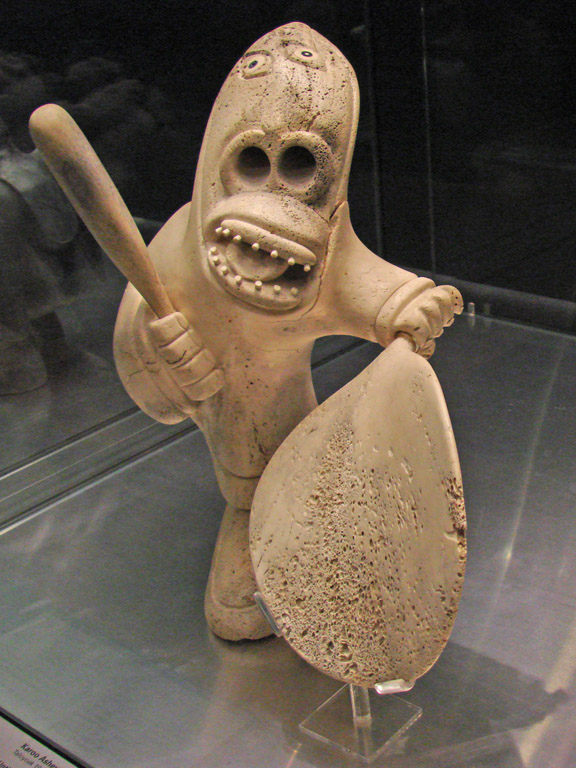
Барабанщик. Скульптура Кару Асавы

Асава родился в 1940 году в регионе Китикмеот, центральная часть канадской провинции Нунавут, в инуитском племени нетсилик, которое тогда вело традиционный для них образ жизни и добывало средства к существованию в основном охотой. Сам Асава с детства научился охотиться, но во времена его юности в тех краях начали появляться цивилизованные поселения, и всё больше людей отходили от традиционных промыслов. Нетсилики, прежде жившие небольшими группами и бывшие кочевыми охотниками, переселялись в поселение Спенс-Бэй (ныне Талойоак), пытались там найти себе работу и жильё. Асава и его жена Дорис поступили так в 1968 году. В то время Абджон Бромфильд (Abjon Bromfield), уполномоченный по искусствам и ремёслам (англ. Arts and Crafts officer) в городе Форт-Смит на Северо-Западных территориях получил два резных изделия из Спенс-Бэя. Эти произведения инуитского искусства были высоко оценены в Оттаве; появилось много желающих приобрести такие. Власти Канады стали финансировать программу поддержки традиционной резьбы и наняли скульптора Алджи Малаускаса (Algie Malauskas) для обучения инуитов основам техники скульптуры. Асава, которому уже не удавалось прокормить семью охотой, присоединился к этой программе; изготовление скульптур на продажу представлялось хорошей высокооплачиваемой альтернативой. Официальное вступление Асавы в мир публичного искусства состоялось в 1970 году, когда он принял участие в «Вековом состязании» (англ. Centennial competition) в Йеллоунайфе, проведённом Советом по культуре канадских эскимосов (Canadian Eskimo Art Council). Созданные Асавой скульптуры «Птица» (англ. Bird) и «Танцор с барабаном» (Drum Dancer) заняли третье место и получили восторженные отзывы. В 1972 году Авром Исаакович (англ. Avrom Isaacovitch), коллекционировавший скульптуры Асавы, устроил ему персональную выставку-продажу в «Инуитской галерее» (Inuit Gallery) в Торонто. Это мероприятие имело успех: удалось продать около 30 скульптур и привлечь внимание многих людей к творчеству Асавы. Однако по-настоящему знаменитым Асаву сделала не эта экспозиция, а другая, устроенная в 1973 году в Нью-Йорке в «Центре искусства американских индейцев» (American Indian Art Centre).

## Творческая карьера
Творческая карьера Кару Асавы началась в 1968 году в Талойоаке с участия в государственной программе поддержки искусств и ремёсел. Он ваял скульптуры в популярном тогда в Китикмеоте «экспрессионистском стиле». Сюжеты для своих работ он обычно брал из сказаний, слышанных в детстве от отца. У людей на скульптурах Асавы нередки нестественно широкие носы, широко раззинутые рты, неровно расположенные глаза. Но именно такая оригинальность и аномальность скульптур Асавы зачастую вызывала большой интерес и восхищение у многих людей; другим, впрочем, такие изображения казались чрезмерно гротескными. Разгар творчества Кару Асавы пришёлся на 1971—1974 годы; большинство известных его скульптур были созданы в этот период времени. Асаса тогда был мало известен на рынке искусства, что не помешало провести несколько успешных выставом и продать значительную часть работ. Творчество Асавы впервые было представлено широкой публике в 1970 году на «Вековом состязании» (англ. Centennial competition) в Йеллоунайфе, организованном Советом по культуре канадских эскимосов (Canadian Eskimo Art Council). Сейчас Кару Асава признан как важный деятель канадского инуитского искусства.